# Honor of Kings International Championship
Giải vô địch Quốc tế Vương giả vinh diệu hay Honor of Kings International Championship (KIC) là loạt giải vô địch thế giới được ra đời vào năm 2022 nhằm để tôn vinh đội tuyển thể thao điện tử số một thế giới cho Vương giả vinh diệu và Liên Quân Mobile. Giải thưởng đã được đổi tên từ Arena of Valor World Cup và kế thừa từ Honor of Kings World Champion Cup.
Sau khi Arena of Valor World Cup 2022 bị hủy bỏ thì KIC đã được ra đời và là giải đấu quốc tế cho hai tựa game Arena of Valor và Honor of Kings. Vào ngày 6 tháng 10, Honor of Kings đã công bố thành lập KIC với tư cách là một series World Championship mới.

## Honor of Kings International Championship 2022
.
Honor of Kings International Championship 2022 là giải đấu vô địch thế giới thuộc bộ môn thể thao điện tử Vương giả vinh diệu và Liên Quân Mobile lần đầu tiên được tổ chức và được diễn ra từ ngày 3 tháng 12 năm 2022 đến ngày 30 tháng 12 năm 2022 với tổng giá trị giải thưởng lên tới 10.000.000 USD. Giải đấu được tổ chức theo hình thức trực tiếp ở Thâm Quyến (Trung Quốc) dành cho các đội tuyển đến từ khu vực KPL và Seoul (Hàn Quốc) cho các đội tuyển đến từ các khu vực còn lại bởi Level Infinite và VSPN.
| Danh hiệu | Đội                   | Giải thưởng                        |
| --------- | --------------------- | ---------------------------------- |
| Vô địch   | eStar Pro             | 3.500.000 USD ~87.000.000.000 đồng |
| Á quân    | DRG Gank Gaming       | 1.300.000 USD ~32.000.000.000 đồng |
| Hạng 3-4  | Wolverhampton Esports | 800.000 USD ~20.000.000.000 đồng   |
| Hạng 3-4  | Weibo Gaming          | 800.000 USD ~20.000.000.000 đồng   |